# Survivor (album de Stuck in the Sound)
Pour les articles homonymes, voir Survivor.
Survivor est le quatrième album studio de Stuck in the Sound,. Sorti le 11 mars 2016, il contient une esthétique beaucoup plus électro pop que les trois précédents opus. 

## Liste des titres
1. Survivor - 3:41
2. Lady of the Night - 4:15
3. Miracle - 3:38
4. Dies Irae - 4:00
5. Perfect Man - 4:24
6. Dance Until Tomorrow - 3:59
7. Opening - 3:46
8. Fire - 3:44
9. Eyes like ice - 3:16
10. Pop Pop Pop - 2:57
11. Her - 4:51